# Mistrovství světa v judu 2017
Mistrovství světa ve váhových kategoriích v judu proběhlo ve Sportovní aréně Lászla Pappa v Budapešti, ve dnech 28. srpna až 2. září 2017. Po skončení turnaje soutěže pokračovaly v mistrovství světa týmů.

## Informace a program turnaje
- seznam účastníků

- pondělí – 28. srpna 2017 – superlehká váha (−60 kg, −48 kg)
- úterý – 29. srpna 2017 – pololehká váha (−66 kg, −52 kg)
- středa – 30. srpna 2017 – lehká váha (−73 kg, −57 kg)
- čtvrtek – 31. srpna 2017 – polostřední váha (−81 kg, −63 kg)
- pátek – 1. září 2017 – střední váha (−90 kg, −70 kg) a polotěžká váha (−78 kg)
- sobota – 2. září 2017 – polotěžká váha (−100 kg) a těžká (+100 kg, +78 kg)
- neděle – 3. září 2017 – soutěž týmů

## Česká stopa
podrobně zde

## Výsledky

### Muži
podrobné výsledky
| Kategorie | Zlato                      | Stříbro                    | Bronz                       | Bronz                     |
| --------- | -------------------------- | -------------------------- | --------------------------- | ------------------------- |
| −60 kg    | Naohisa Takató (JPN)       | Orchan Safarov (AZE)       | Ganbatyn Boldbátar (MGL)    | Diyorbek Oʻrozboyev (UZB) |
| −66 kg    | Hifumi Abe (JPN)           | Michail Puljajev (RUS)     | Važa Margvelašvili (GEO)    | Tal Flikr (ISR)           |
| −73 kg    | Sóiči Hašimoto (JPN)       | Rustam Orudžov (AZE)       | An Čchang-im (KOR)          | Ganbátaryn Odbajar (MGL)  |
| −81 kg    | Alexander Wieczerzak (GER) | Matteo Marconcini (ITA)    | Saeid Mollaei (IRI)         | Chasan Chalmurzajev (RUS) |
| −90 kg    | Nemanja Majdov (SRB)       | Mihael Žgank (SLO)         | Kwak Tong-han (KOR)         | Ušangi Margijani (GEO)    |
| −100 kg   | Aaron Wolf (JPN)           | Varlam Lipartelijani (GEO) | Elmar Gasimov (AZE)         | Kirill Děnisov (RUS)      |
| +100 kg   | Teddy Riner (FRA)          | David Moura (BRA)          | Najdangín Tüvšinbajar (MGL) | Rafael Silva (BRA)        |

### Ženy
podrobné výsledky
| Kategorie | Zlato                        | Stříbro                    | Bronz                         | Bronz                   |
| --------- | ---------------------------- | -------------------------- | ----------------------------- | ----------------------- |
| −48 kg    | Funa Tonakiová (JPN)         | Mönchbatyn Uranceceg (MGL) | Galbadrachyn Otgonceceg (KAZ) | Ami Kondóová (JPN)      |
| −52 kg    | Ai Šišimeová (JPN)           | Nacumi Cunodaová (JPN)     | Natalja Kuzjutinová (RUS)     | Érika Mirandaová (BRA)  |
| −57 kg    | Dordžsürengín Sumijá (MGL)   | Cukasa Jošidaová (JPN)     | Hélène Receveauxová (FRA)     | Nekoda Davisová (GBR)   |
| −63 kg    | Clarisse Agbegnenouová (FRA) | Tina Trstenjaková (SLO)    | Möngönčimegín Baldordž (MGL)  | Agata Ozdobová (POL)    |
| −70 kg    | Čizuru Araiová (JPN)         | María Pérezová (PUR)       | Yuri Alvearová (COL)          | María Bernabéuová (ESP) |
| −78 kg    | Mayra Aguiarová (BRA)        | Mami Umekiová (JPN)        | Kaliema Antomarchiová (CUB)   | Natalie Powellová (GBR) |
| +78 kg    | Jü Sung (CHN)                | Sarah Asahinaová (JPN)     | Kim Min-čong (KOR)            | Iryna Kindzerská (AZE)  |

## Novinky v pravidlech
- Regulerní hrací doba zápasu byla pro muže zkrácena z 5 minuty na 4 minuty (pro ženy je toto snížení platné od roku 2014).
- Systém bodování byl zjednodušen na wazari a ippon (bodování z šedesátých let dvacátého století).
- Bylo zrušeno hodnocení juko.
- Bylo zrušeno wazari-ippon tj. při dvou i více wazari se neuděluje ippon.
- Ze čtyř na tři byl snížen počet penalizací (šido), za které se uděluje hansokumake (diskvalifikace).
- V regulerní hrací době udělení šida nemá vliv na výsledek zápasu.
- Prodloužení zůstává časově neomezené do doby, kdy jeden z judistů neskóruje alespoň wazari nebo neobdrží rozdílové šido.
- Byla upravena doba držení v osae-komi pro získání ipponu (20 sekund) nebo wazari (10 sekund).
- Bylo zmírněno pravidlo o doteku spodního dílu judogi rukou. Při prvním doteku se uděluje šido, při druhém hansokumake.
- Z důvodu větší bezpečnosti bylo zpřísněno pravidlo o vyhýbání se pádu na záda. Pokud rozhodčí zhledá, že se judista vyhnul pádu na záda rotecí přes krční svaly (páteř) nebo jinak tak judistovi automaticky uděluje hansokumake.
- Byla zmírněna pravidla o úchopu (jednostranný úchop, pistolový úchop apod.) v přípravě na útok, která byla v minulých letech penalizována. Penalizována budou nadále ve snaze zbavit se soupeřova úchopu nebo šetřit čas.[1]